# Port Said Railway
| Ismailia, Bahnhof                                                                                                 |                         |                              |                              |
| Port Said, Bahnhof                                                                                                |                         |                              |                              |
| Spurweite: | 750 mm ab 1904: 1435 mm |                              |                              |
| |                         |                              |                              |
| \| \| 0 \| Port Said (Gare de Rassouah) \| Port Said (Gare de Rassouah) \| \| \| \| \| \| \| \| \| Ismailia \| \| |                         |                              |                              |
| Kopfbahnhof Streckenanfang (Strecke außer Betrieb)                                                                | 0                       | Port Said (Gare de Rassouah) | Port Said (Gare de Rassouah) |
| Haltepunkt / Haltestelle (Strecke außer Betrieb)                                                                  |                         |                              |                              |
| Kopfbahnhof Streckenende (Strecke außer Betrieb)                                                                  |                         | Ismailia                     | Ismailia                     |

Die Port Said Railway war eine Schmalspurbahn entlang des Suez-Kanals mit einer Spurweite von 750 mm von Port Said (31° 15′ 17,5″ N, 32° 17′ 53,6″ O) nach Ismailia (30° 35′ 36″ N, 32° 16′ 12″ O) in Ägypten.

## Geschichte

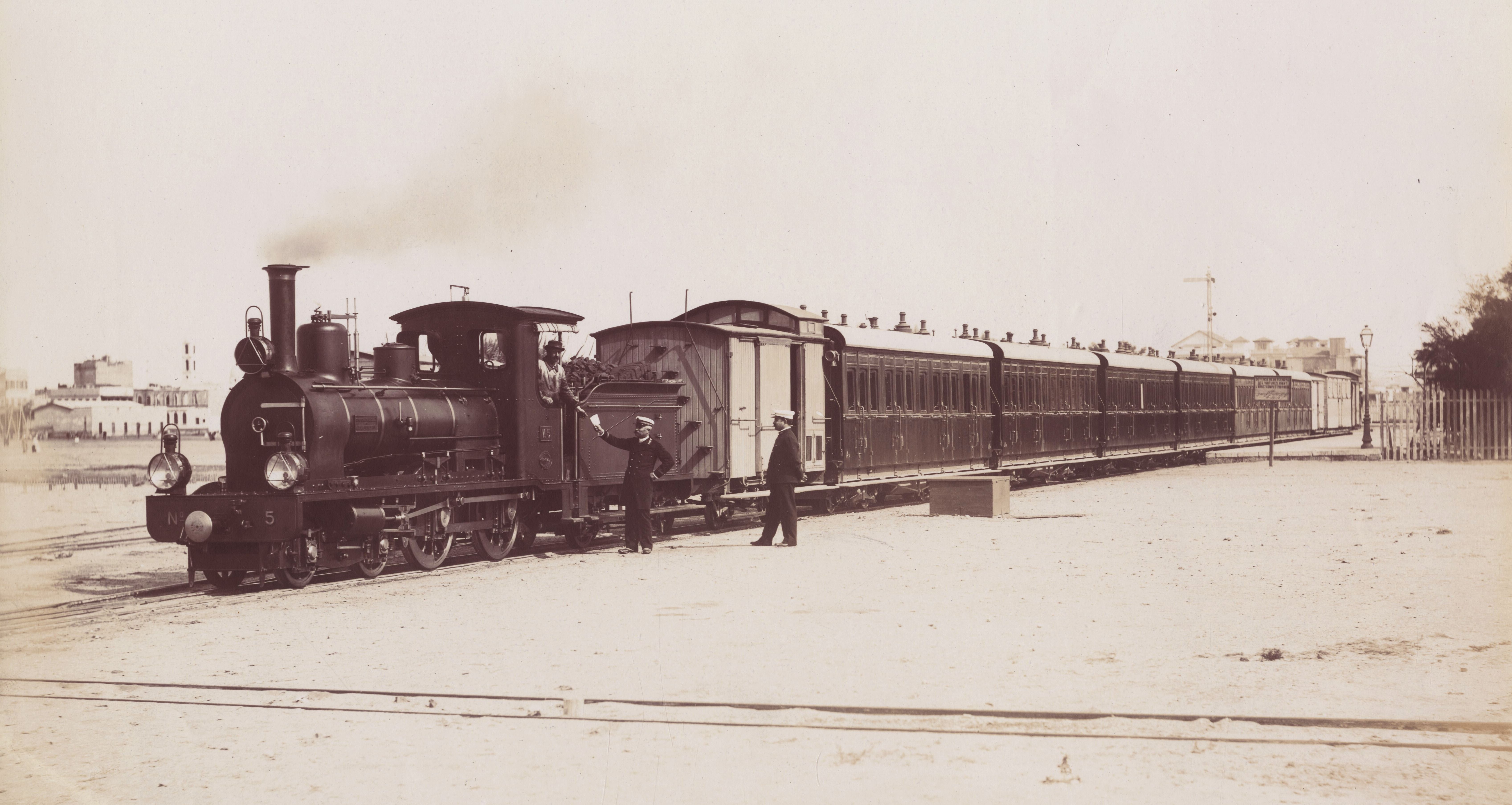
4-4-0 Dampflokomotive Nr. V5

Der Bau der Schmalspurbahn wurde 1891 genehmigt. Sie diente in erster Linie dem Personenverkehr, da Güter auf Kanalbooten transportiert wurden. 1902 wurde die Bahnstrecke von den Ägyptischen Staatsbahnen übernommen und 1904 auf Normalspur umgespurt. Die Schmalspurloks wurden an die Egyptian Delta Light Railways verkauft.

## Zielsetzung
Die Schmalspurbahn sollte eine schnellere Verbindung zwischen Port Said und den einzelnen Stationen, Halte- und Ausweichstellen, sowie den Werkstätten, Büros, Lagerhäusern und Hospitälern ermöglichen als dies mit Dampfbarkassen auf dem Kanal möglich war. Diese Dampfboote brauchten zur Fahrt zwischen den beiden genannten Punkten durchschnittlich 6½ Stunden und wurden bei ihren Fahrten, die mit Rücksicht auf die nächtliche Schiffahrtsbewegung im Kanal nur tagsüber stattfanden, häufig durch im Kanal gestrandete Schiffe aufgehalten. Für die Eisenbahn wurde eine Fahrtgeschwindigkeit von 35 km/h angestrebt, um die Strecke zwischen Port Said und Ismaila in 2¼ Stunden zu bewältigen.

## Budget
Die Kosten für diese Kanal-Uferbahn, die durchweg auf Grundstücken geführt wurde, die der Kanalgesellschaft gehörten, waren mit 2,7 Millionen Francs veranschlagt, wovon 1 Million auf die Erdarbeiten und die Hochbauten, 1,4 Millionen auf die Anschaffung der Schienen und des Zugsförderungsmateriales, und der Rest auf die Anlage und Einrichtung der Stationen entfallen sollten.

## Bau
Unerwarteterweise stieß der Bau der kleinen Eisenbahn, durch die Port Said von seiner bisherigen insularen Lage befreit werden sollte, auf Widerstand bei der ägyptischen Regierung. Die Regierung bestritt nämlich der Canalgesellschaft zustehende Recht, die Eisenbahnstrecke über gewisse Grundstrecken zu führen, die von der Gesellschaft als ihr Eigentum angesehen wurden, von der Regierung aber als zum „domain commun“ gehörig angesehen wurden.
Der Betrieb sollte in der zweiten Hälfte des Jahres 1892 aufgenommen werden. Dadurch sollte Port Said auf dem Landweg besser erreichbar werden. Es führten bis zum Bau der Eisenbahn nur zwei, schlecht in Stand gehaltene, stellenweise nicht markierte Fahrwege von Damiette und Alexandria nach Port Said, die beide über weichen, sandigem Grund führten und von denen einer zu gewissen Jahreszeiten teilweise überschwemmt war. Für die Beförderung von schweren Fuhrwerken oder etwa von Geschützen waren diese Wege nicht praktikabel.

## Lokomotiven
| Nr.     | Achsfolge | Zylinder    | Hersteller                                     | Seriennummer | Bild, Technische Daten                                               | Baujahr | Spätere Nutzung                        |
| ------- | --------- | ----------- | ---------------------------------------------- | ------------ | -------------------------------------------------------------------- | ------- | -------------------------------------- |
| 1-2     | C         |             | Corpet Louvet & Cie                            | 532-533      | Gewicht 9,9 t oder 13,15 t mit Tender, Raddurchmesser 3 Fuß (914 mm) | 1891    | Egyptian Salt and Soda Company Railway |
| V1 – V4 | 1 B       | 9.5 x 15    | Société Alsacienne de Constructions Mécaniques | 4458-4461    | Lokomotive Nr. V1                                                    | 1893    | Egyptian Delta Light Railways 105–108  |
| V5      | 2'B       | 9.25 x 16.5 | Société Alsacienne de Constructions Mécaniques | 4675         | Lokomotive Nr. V5                                                    | 1896    | Egyptian Delta Light Railways 109      |
| V6      | 2'B       |             | Société Alsacienne de Constructions Mécaniques |              |                                                                      | 1898    |                                        |